# 128 Brygada Okrętów Nawodnych

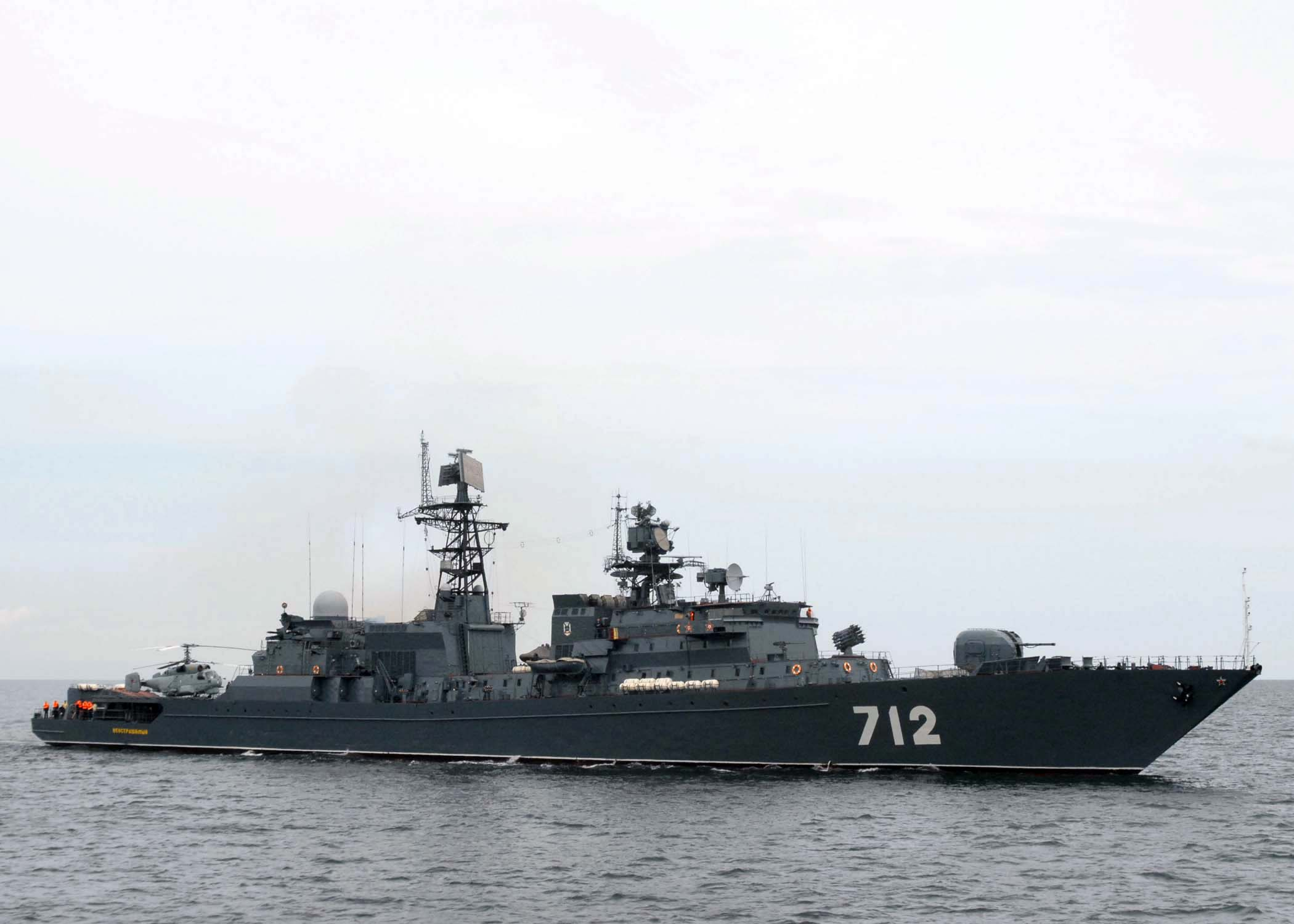
Nieustraszymyj

128 Brygada Okrętów Nawodnych (128 BON) – morski związek taktyczny Sił Zbrojnych Federacji Rosyjskiej w strukturach Floty Bałtyckiej.

## Struktura i okręty
| Okręty brygady w linii w 2008 |               |       |                 |
| Nazwa                         | Projekt       | Numer | Uwagi           |
| Biespokojnyj                  | projekt 956A  | 620   | w linii od 1991 |
| Nastojczywyj                  | projekt 956A  | 610   | w linii od 1992 |
| Nieustraszymyj                | projekt 11540 | 712   | w linii od 1993 |
| Nieukrotymyj                  | projekt 1135M | 731   | w linii od 1977 |
| Pyłkij                        | projekt 1135  | 702   | w linii od 1978 |